# Phyllostegia
Phyllostegia, biljni rod grmova endemičnog za Pacifik, odnosno Havaji i Tahiti i Tonga. Postoje 34 vrste i jedna hibridna.
Rod Phyllostegia pripada tribusu Stachydeae, i dio je potporodice Lamioideae.

## Vrste
Nekoliko vrsta je u divljini izumrlo, i nekoliko je ugroženih.
1. Phyllostegia ambigua (A.Gray) Hillebr.
2. Phyllostegia bracteata Sherff
3. Phyllostegia brevidens A.Gray
4. Phyllostegia electra C.N.Forbes
5. Phyllostegia floribunda Benth.
6. Phyllostegia glabra (Gaudich.) Benth.
7. Phyllostegia grandiflora (Gaudich.) Benth.
8. †Phyllostegia haliakalae Wawra
9. †Phyllostegia helleri Sherff
10. †Phyllostegia hillebrandii H.Mann ex Hillebr.
11. Phyllostegia hirsuta Benth.
12. Phyllostegia hispida Hillebr.
13. Phyllostegia kaalaensis H.St.John
14. Phyllostegia kahiliensis H.St.John
15. Phyllostegia knudsenii Hillebr.
16. Phyllostegia lantanoides Sherff
17. Phyllostegia macrophylla (Gaudich.) Benth.
18. Phyllostegia mannii Sherff
19. †Phyllostegia micrantha H.St.John
20. Phyllostegia mollis Benth.
21. Phyllostegia parviflora (Gaudich.) Benth.
22. Phyllostegia pilosa H.St.John
23. Phyllostegia racemosa Benth.
24. Phyllostegia renovans W.L.Wagner
25. †Phyllostegia rockii Sherff
26. Phyllostegia stachyoides A.Gray
27. Phyllostegia tahitensis Nadeaud; Društveni otoci
28. Phyllostegia tongaensis H.St.John; Tonga
29. †Phyllostegia variabilis Bitter
30. Phyllostegia velutina (Sherff) H.St.John
31. Phyllostegia vestita Benth.
32. Phyllostegia waimeae Wawra; ugrožena ili izumrla
33. Phyllostegia warshaueri H.St.John
34. Phyllostegia wawrana Sherff
35. Phyllostegia ×yamaguchii Hosaka & O.Deg.